# 第1回アメリカ連合国議会
第1回アメリカ連合国議会（だい1かいアメリカれんごうこくぎかい、First Confederate Congress）は、アメリカ連合国における最初の通常会期である。第1回連合国議会の議員は、1861年11月に実施された選挙により選出された。

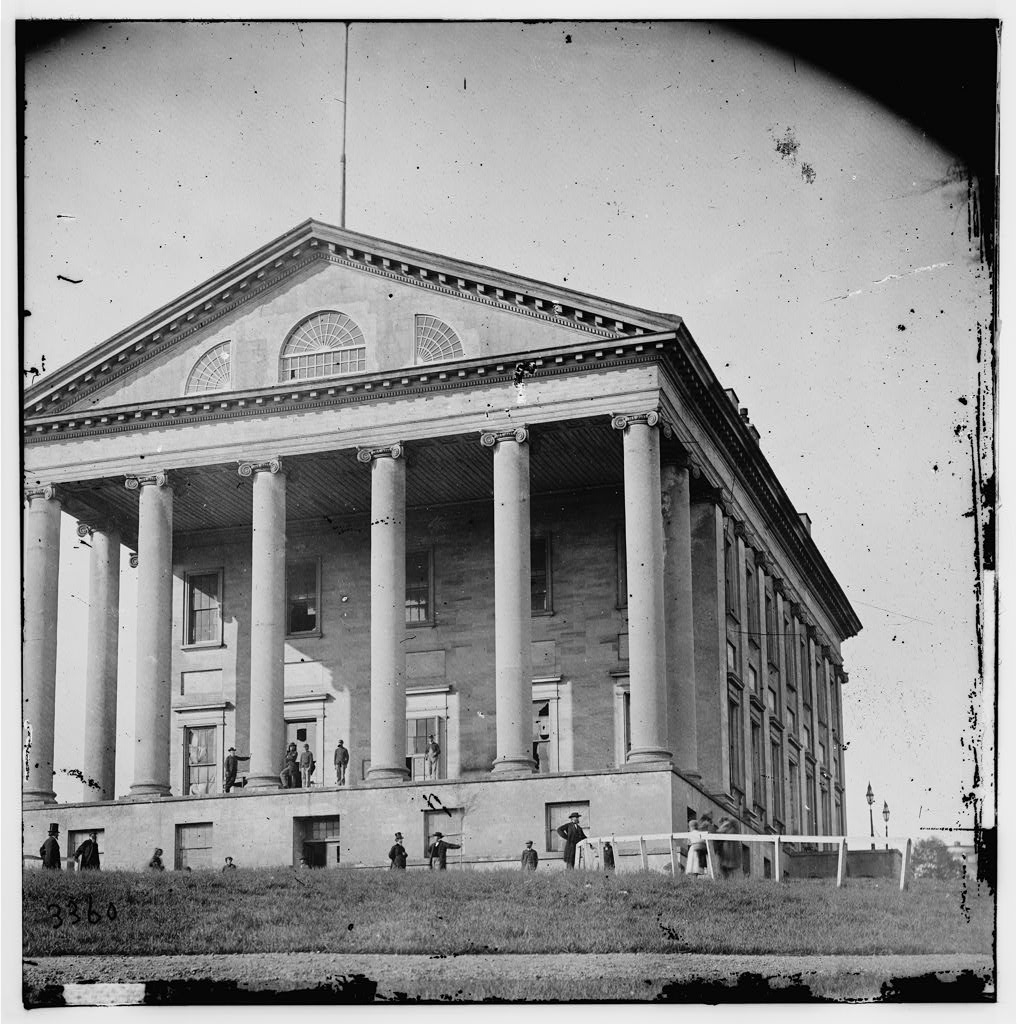
リッチモンドのキャピトル（議事堂）

## 会期
第1回連合国議会のすべての会期は、首都リッチモンドで開催された。
- 第1会期: 1862年2月18日 - 1862年4月21日
- 第2会期: 1862年8月18日 - 1862年10月13日
- 第3会期: 1863年1月12日 - 1863年5月1日
- 第4会期: 1863年12月7日 - 1864年2月17日

## 運営部

### 下院議長
- トマス・スタンホープ・ボコック（バージニア州）: 1862年2月18日 - 1865年3月18日

### 上院議長代行
- トマス・スタンホープ・ボコック（バージニア州）
- ロバート・ウッドワード・バーンウェル（サウスカロライナ州）

## 議員

### 上院

#### アラバマ州
- クレメント・クレイボーン・クレイ
- ウィリアム・ラウンズ・ヤンシー（1863年7月23日に死去）
  - ロバート・ジェミソン（欠員補充として選出され1863年12月28日に着任）

#### アーカンソー州
- ロバート・ウォード・ジョンソン
- チャールズ・バートン・ミッチェル

#### フロリダ州
- ジェイムズ・マクニアー・ベイカー
- オーガスタス・エメット・マクスウェル

#### ジョージア州
- ロバート・トゥームズ（選出されたが着任せず）
  - ジョン・ウッド・ルイス（欠員が補充されるまでの代理として指名され1862年4月7日に着任）
  - ハーシェル・ヴェスパシアン・ジョンソン（欠員補充として選出され1863年1月19日に着任）
- ベンジャミン・ハーヴェイ・ヒル

#### ケンタッキー州
- ヘンリー・コーニーリアス・バーネット
- ウィリアム・エメット・シムズ

#### ルイジアナ州
- トマス・ジェンキンス・セムズ
- エドワード・スパロウ

#### ミシシッピ州
- アルバート・ギャラティン・ブラウン
- ジェイムズ・フェラン

#### ミズーリ州
- ジョン・ブロック・クラーク
- ロバート・ルドウェル・イェーツ・ペイトン（1863年9月3日に死去）
  - ウォルド・ポーター・ジョンソン（欠員補充として指名され1863年12月24日に着任）

#### ノースカロライナ州
- ジョージ・デイヴィス（司法長官就任のため1864年1月に辞任）
  - エドウィン・グッドウィン・リード（欠員補充として指名され1864年1月22日に着任）
- ウィリアム・テオフィロス・ドーチ

#### サウスカロライナ州
- ロバート・ウッドワード・バーンウェル
- ジェイムズ・ローレンス・オア

#### テネシー州
- ランドン・カーター・ヘイネス
- グスタヴス・アドルファス・ヘンリー

#### テキサス州
- ウィリアム・シンプソン・オールダム
- ルイス・トレゼヴァント・ウィグフォール

#### バージニア州
- ロバート・マーサー・タリアフェロー・ハンター
- ウィリアム・プレストン（1862年11月16日に死去）
  - アレン・テイラー・ケイパートン（欠員補充として選出され1864年1月22日に着任）

### 下院
選挙区順に整列。連合国臨時議会から継続して務めている議員には名前の後に X が付与されている。

#### アラバマ州
- 1: トマス・ジェファーソン・フォスター
- 2: ウィリアム・ラッセル・スミス
- 3: ジョン・パーキンス・ラルス
- 4: ジャベツ・ラマー・モンロー・キュリー X
- 5: フランシス・ストラーザー・リオン
- 6: ウィリアム・パリッシュ・チルトン X
- 7: デイヴィッド・クロプトン
- 8: ジェイムズ・ローレンス・ピュー
- 9: エドモンド・ストラーザー・ダーガン

#### アーカンソー州
- 1: フェリックス・アイヴス・バトソン
- 2: グランディソン・ディレイニー・ロイストン
- 3: オーガスタス・ヒル・ガーランド X
- 4: トマス・バートン・ハンリー

#### フロリダ州
- 1: ジェイムズ・ベアード・ダウキンズ（1862年12月8日に辞任）
  - ジョン・マーシャル・マーティン（欠員補充として選出され1863年3月25日に着任）
- 2: ロバート・ベンジャミン・ヒルトン

#### ジョージア州
- 1: ジュリアン・ハートリッジ
- 2: チャールズ・ジェイムズ・マナーリン
- 3: ハイネス・ホルト（1863年3月1日の第3会期終了後に辞任）
  - ポーター・イングラム（欠員補充として選出され1864年1月12日に着任）
- 4: オーガスタス・ホームズ・ケナン X
- 5: デイヴィッド・ウィリアム・ルイス
- 6: ウィリアム・ホワイト・クラーク
- 7: ロバート・プレザント・トリップ
- 8: ルーシャス・ジェレマイア・ガートレル
- 9: ハーディ・ストリックランド
- 10: オーガスタス・ロマルドゥス・ライト X

#### ケンタッキー州
- 1: ウィリス・ベンソン・メイチェン
- 2: ジョン・ワトキンズ・クロケット
- 3: ヘンリー・イングリッシュ・リード
- 4: ジョージ・ワシントン・ユーイング X
- 5: ジェイムズ・ストーン・クリスマン
- 6: セオドア・レグランド・バーネット
- 7: ハラティオ・ワシントン・ブルース
- 8: ジョージ・ベアード・ホッジ X
- 9: エリ・メトカーフ・ブルース
- 10: ジェイムズ・ウィリアム・ムーア
- 11: ロバート・ジェファーソン・ブレッキンリッジ
- 12: ジョン・ミルトン・エリオット X

#### ルイジアナ州
- 1: チャールズ・ジェイクス・ヴィラ
- 2: チャールズ・マギル・コンラッド X
- 3: ダンカン・ファーラー・ケナー X
- 4: ルーシャス・ジェイクス・デュプレ
- 5: ヘンリー・マーシャル X
- 6: ジョン・パーキンズ X

#### ミシシッピ州
- 1: ジェレミア・ワトキンズ・クラップ
- 2: リューベン・デイヴィス（1863年3月1日の第3会期終了後に辞任）
  - ウィリアム・ダンバー・ホルダー（欠員補充として選出され1864年1月21日に着任）
- 3: イスラエル・ヴィクター・ウェルチ
- 4: ヘンリー・クーザン・チェンバーズ
- 5: オト・ロバーズ・シングルトン
- 6: エセルバート・バークスダイル
- 7: ジョン・ジョーンズ・マクリー

#### ミズーリ州
- 1: ウィリアム・モーディカイ・クック X（1863年9月3日に死去）
- 2: トマス・アレクサンダー・ハリス X
- 3: キャスパー・ウィスター・ベル X
- 4: アーロン・コンロウ X
- 5: ジョージ・グラハム・ヴェスト X
- 6: トマス・フリーマン X
- 7: 選出されたハイアーが着任しなかったため空席

#### ノースカロライナ州
- 1: ウィリアム・ネイザン・ハーレル・スミス
- 2: ロバート・ルフューズ・ブリッジャーズ
- 3: オーウェン・ランド・ケナン
- 4: トマス・デイヴィッド・スミス・マクドウェル X
- 5: アーチボルド・ハンター・アーリントン
- 6: ジェイムズ・ロバート・マクレーン
- 7: トマス・サミュエル・アッシェ
- 8: ウィリアム・ランダー
- 9: バーゲス・シドニー・ガイザー
- 10: アレン・ターナー・デイヴィッドソン X

#### サウスカロライナ州
- 1: ジョン・マックィーン
- 2: ウィリアム・ポーチャー・マイルズ X
- 3: ルイス・メイローン・エーア
- 4: ミリッジ・ルーク・ボナム（1862年10月13日の第2会期終了後に辞任）
  - ウィリアム・ダンロップ・シンプソン（欠員補充として選出され1863年2月5日に着任）
- 5: ジェイムズ・ファロー
- 6: ウィリアム・ウォーターズ・ボイス X

#### テネシー州
- 1: ジョセフ・ブラウン・ヘイスケル（1864年2月6日に辞任）
- 2: ウィリアム・グラハム・スワン
- 3: ウィリアム・ヘンリー・ティブス
- 4: エラスムス・リー・ガーデンハイア
- 5: ヘンリー・スチュアート・フォート
- 6: メレディス・ポインデックスター・ジェントリー
- 7: ジョージ・ワシントン・ジョーンズ
- 8: トマス・メニーズ
- 9: ジョン・デウィット・クリントン・アトキンズ X
- 10: ジョン・ヴァインズ・ライト
- 11: デイヴィッド・メイニー・カリン X

#### テキサス州
- 1: ジョン・アレン・ウィルコックス（1864年2月7日に死去）
- 2: カレブ・クレイボーン・ハーバード
- 3: ピーター・グレイ
- 4: フランクリン・バーロウ・セックストン
- 5: マルコルム・ダンカン・グラハム
- 6: ウィリアム・ベーコン・ライト

#### バージニア州
- 1: マスコー・ラッセル・ハンター・ガーネット（1864年2月14日に死去）
- 2: ジョン・ランドルフ・チャンブリス
- 3: ジェイムズ・リオンズ・コリアー
- 4: ロジャー・アトキンソン・プライア X（1862年4月5日に辞任）
  - チャールズ・フェントン・（欠員補充として選出され1862年8月18日に着任）
- 5: トマス・スタンホープ・ボコック X
- 6: ジョン・グード
- 7: ジェイムズ・フィレモン・ホルコンブ
- 8: ダニエル・コールマン・デジャーネット
- 9: ウィリアム・スミス（1863年4月4日に辞任）
  - デイヴィッド・ファンステン（欠員補充として選出され1863年12月7日に着任）
- 10: アレクサンダー・ロビンソン・ボテラー X
- 11: ジョン・ブラウン・ボルドウィン
- 12: ウォーラー・レッド・ステープルズ X
- 13: ウォルター・プレストン X
- 14: アルバート・ギャラティン・ジェンキンス（1862年4月21日の第1会期終了後に辞任）
  - サミュエル・オーガスティン・ミラー（欠員補充として選出され1863年2月24日に着任）
- 15: ロバート・ジョンストン X
- 16: チャールズ・ウェルズ・ラッセル X

### 地域代表人

#### アリゾナ準州
- マーカス・マクウィリー

#### チェロキー
- イライアス・コーニーリアス・バウディノット X

#### チョクトー
- ロバート・マクドナルド・ジョーンズ